# Aiguilles de Baulmes
Aiguilles de Baulmes är en bergstopp i Schweiz. Den ligger i distriktet Jura-Nord vaudois och kantonen Vaud, i den västra delen av landet, 80 km väster om huvudstaden Bern. Toppen på Aiguilles de Baulmes är 1 558 meter över havet. Aiguilles de Baulmes ingår i Jurabergen.